# Rejon krasnoarmiejski
Rejon krasnoarmiejski (ros. Красноарме́йский райо́н, czuw. Красноармейски районӗ) – rejon w należącej do Rosji autonomicznej republice Czuwaszji.
Rejon leży w północnej części kraju, jego ośrodkiem administracyjnym jest wieś Krasnoarmiejskoje. Według danych na rok 2010 rejon zamieszkiwało 16 036 osób, a gęstość zaludnienia wyniosła 35 os./km2.

## Geografia
Rejon krasnoarmiejski graniczy z rejonami czeboksarskim na północy, ciwilskim na północnym-wschodzie, burnarskim i kanaskim na południu oraz z rejonami alikowskim i morgauskim na zachodzie.
Powierzchnia rejonu wynosi 456,3 km2.

## Galeria

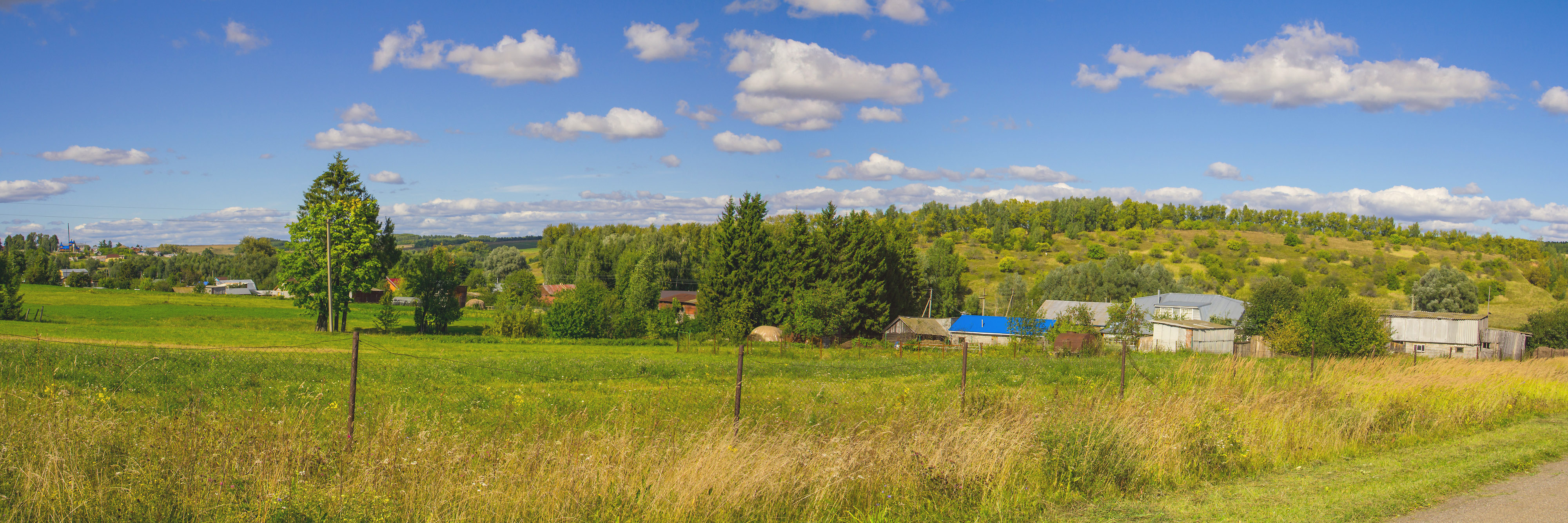
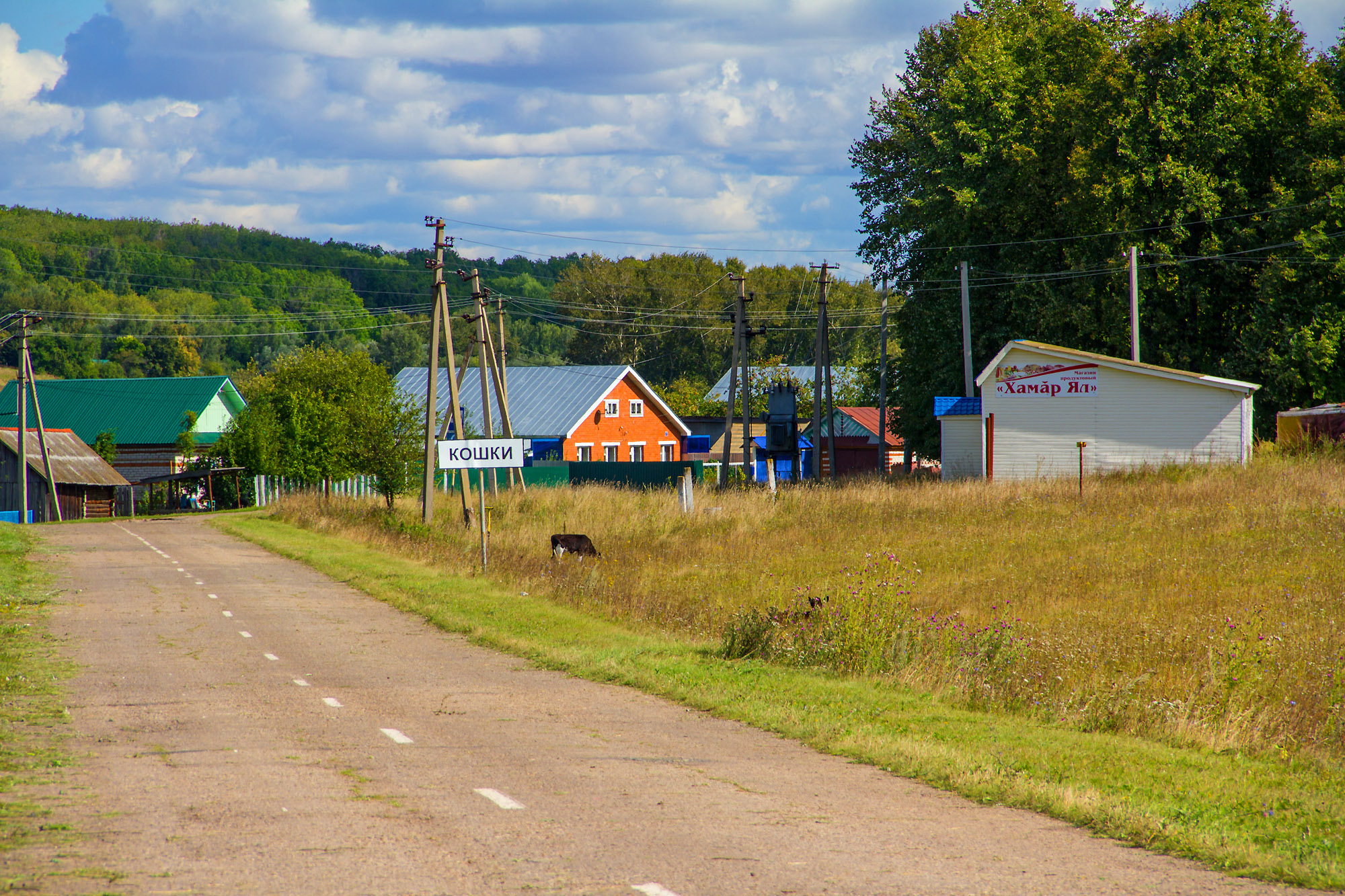
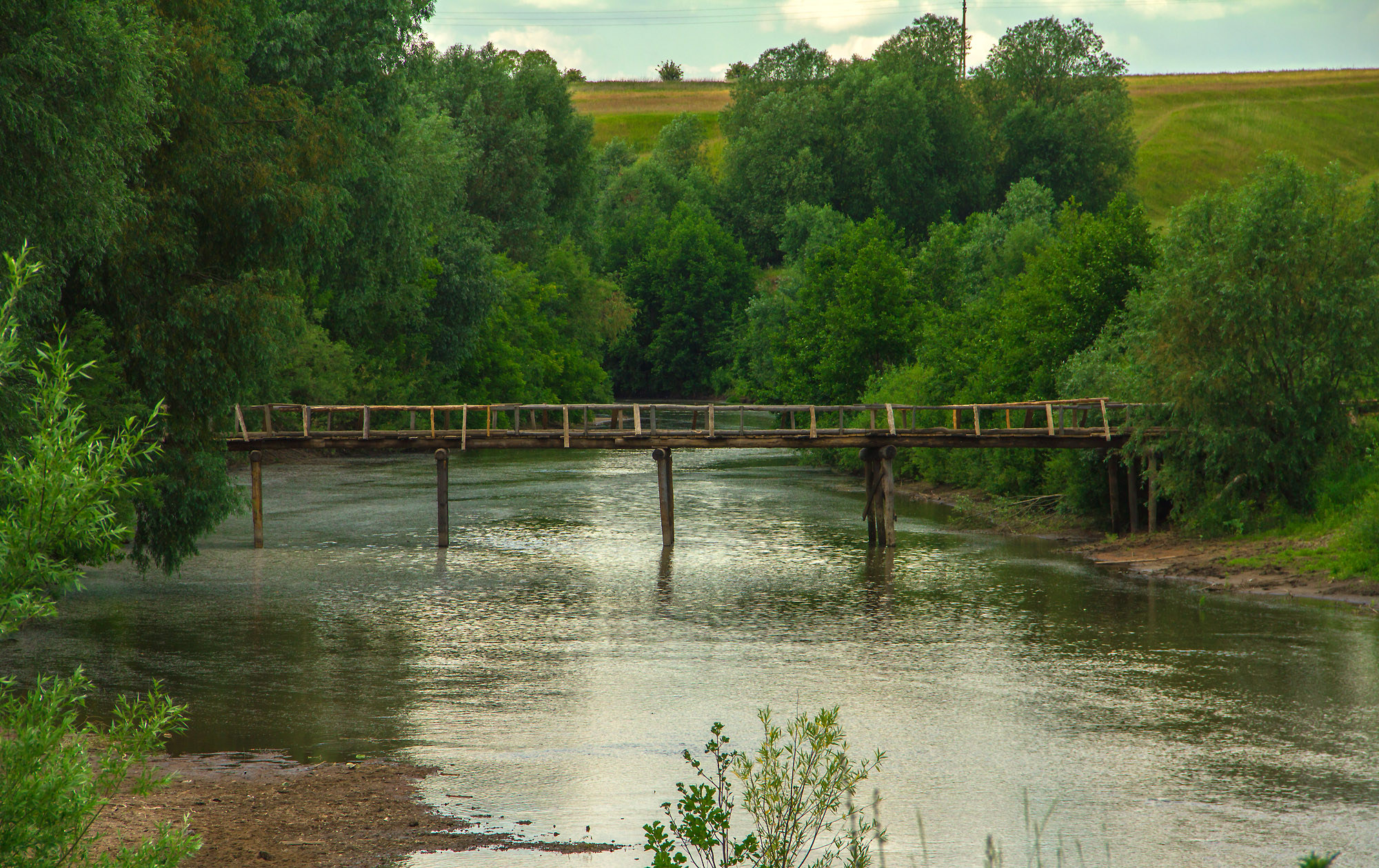
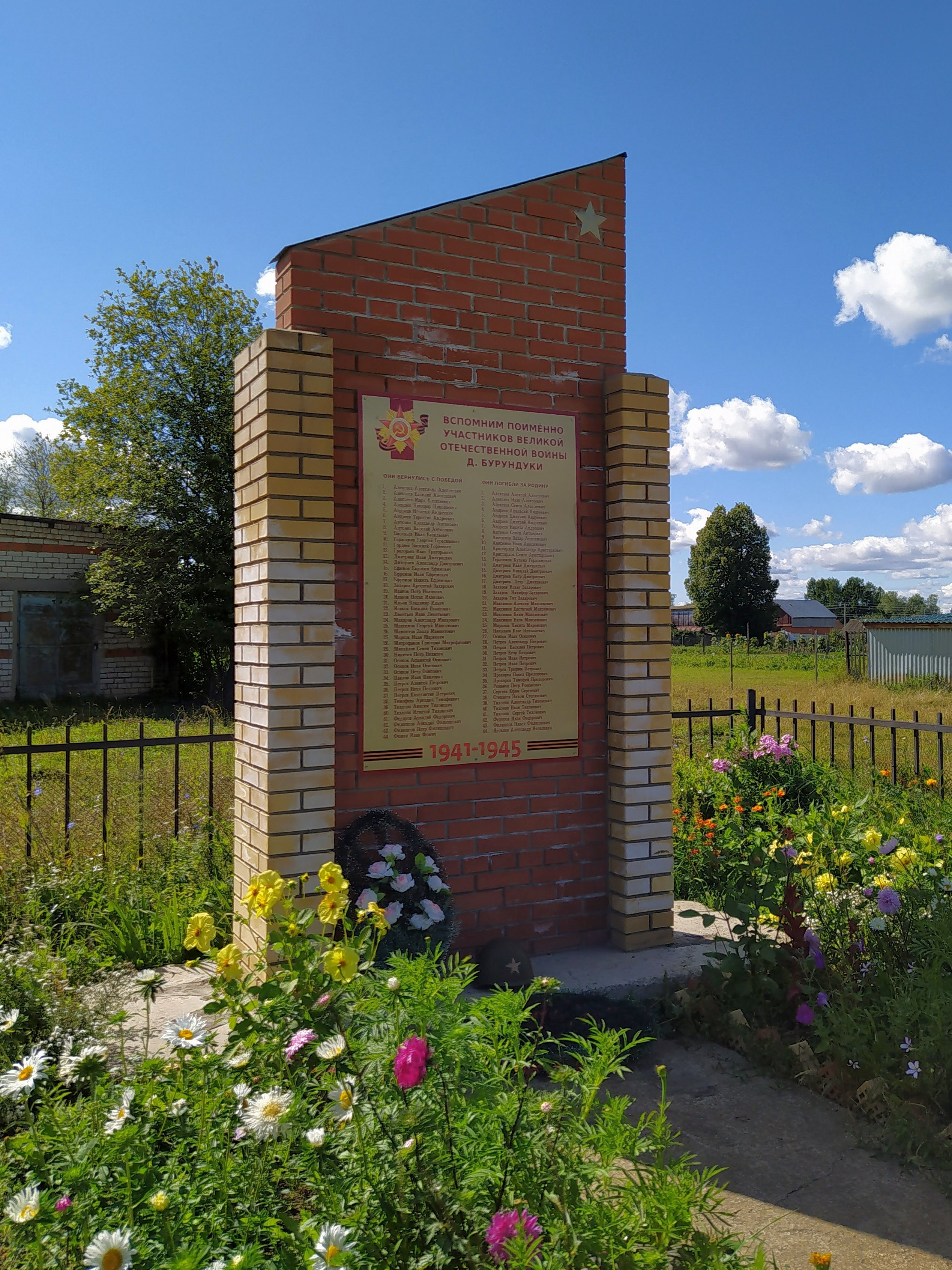